# 베트남 주재 외국공관 목록

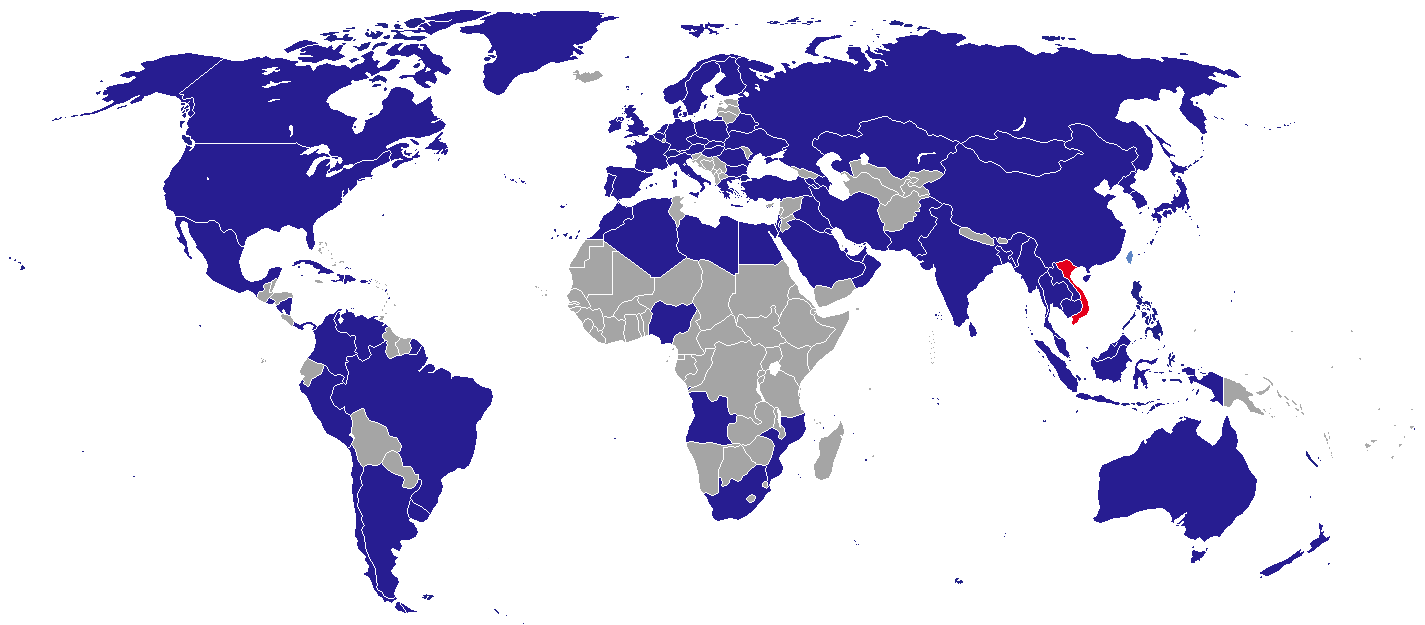
베트남에 설치한 외국공관들

다음은 베트남 주재 외국공관 목록이다. 현재 베트남에는 80개의 대사관이 있다.

## 하노이주재 외국공관

### 대사관
- 알제리
- 앙골라
- 아르헨티나
- 아르메니아
- 오스트레일리아
- 오스트리아
- 아제르바이잔
- 벨라루스
- 벨기에
- 브라질
- 불가리아
- 캄보디아
- 캐나다
- 중화인민공화국
- 콜롬비아
- 쿠바
- 체코
- 덴마크
- 도미니카 공화국
- 동티모르
- 이집트
- 엘살바도르
- 핀란드
- 프랑스
- 독일
- 그리스
- 아이티
- 헝가리
- 인도
- 인도네시아
- 이란
- 아일랜드
- 이스라엘
- 이탈리아
- 일본
- 카자흐스탄
- 쿠웨이트
- 라오스
- 리비아
- 말레이시아
- 멕시코
- 몽골
- 모로코
- 모잠비크
- 미얀마
- 네덜란드
- 뉴질랜드
- 나이지리아
- 조선민주주의인민공화국
- 노르웨이
- 오만
- 파키스탄
- 팔레스타인
- 파나마
- 페루
- 필리핀
- 폴란드
- 카타르
- 루마니아
- 러시아
- 사우디아라비아
- 싱가포르
- 슬로바키아
- 남아프리카 공화국
- 대한민국
- 스페인
- 스리랑카
- 스웨덴
- 스위스
- 태국
- 튀르키예
- 우크라이나
- 아랍에미리트
- 영국
- 미국
- 우루과이
- 베네수엘라

### 기타 임무 또는 대표단
- 대만 (경제 & 문화실)

## 영사관

### 다낭
- 중화인민공화국 (총영사관)
- 일본 (총영사관)[1]
- 라오스 (총영사관)[2]
- 러시아 (총영사관)[3]
- 대한민국 (총영사관)[4]

### 호찌민시
- 오스트레일리아 (총영사관)[5]
- 벨라루스 (총영사관)[6]
- 캄보디아 (총영사관)[7]
- 캐나다 (총영사관)[8]
- 중화인민공화국 (총영사관)[9]
- 쿠바 (총영사관)[10]
- 독일 (총영사관)[11]
- 프랑스 (총영사관)[12]
- 헝가리 (총영사관)[13]
- 인도 (총영사관)[14]
- 인도네시아 (총영사관)[15]
- 이탈리아 (총영사관)[16]
- 일본 (총영사관)[1]
- 쿠웨이트 (총영사관)[17]
- 라오스 (총영사관)[2]
- 말레이시아 (총영사관)[18]
- 네덜란드 (총영사관)[19]
- 뉴질랜드 (총영사관)[20]
- 파나마 (총영사관)
- 대만 (경제 & 문화실)[21]
- 러시아 (총영사관)[22]
- 싱가포르 (총영사관)[23]
- 대한민국 (총영사관)[24]
- 스위스 (총영사관)[25]
- 태국 (총영사관)[26]
- 영국 (총영사관)[27]
- 미국 (총영사관)[28]

## 같이 보기
- 베트남의 재외공관 목록